# Йованович, Михайло (футболист, 1989)
Михайло Йованович (серб. Михаило Јовановић; 15 февраля 1989, Ужице, Югославия) — сербский футболист, защитник клуба «Слобода» (Ужице).

## Карьера
Футбольную карьеру начал в 2007 году в составе клуба «Слобода» Ужице.
В 2008 году стал игроком сербского клуба «Младост» Лучани.
В 2013 году подписал контракт с чешским клубом «Оломуц», за который провел 15 матчей.
В январе 2019 года перешёл в казахстанский клуб «Тараз». 10 марта дебютировал в чемпионате Казахстана в матче против «Кайрата». Всего провёл в чемпионате 14 матчей — «Тараз» занял 10-е место и через стыковые матчи сохранил прописку в Премьер-лиге.
В феврале 2020 года перешёл в сербский клуб «Инджия».